# Euceros ruber
Euceros ruber är en stekelart som beskrevs av Barron 1976. Euceros ruber ingår i släktet Euceros och familjen brokparasitsteklar. Inga underarter finns listade i Catalogue of Life.